# 北アイルランド議会議事堂
北アイルランド議会議事堂 (英語: Parliament Buildings) は北アイルランドの権限移譲された立法府である北アイルランド議会所在地であり、ベルファストのストーモント・エステート内に位置することから、ストーモント (英語: Stormont) とも呼ばれる。アーノルド・ソーンリーによって設計され、ステュアートアンドパートナーズによって建設された、政府が使用する目的で作られたこの建築物は1932年、ウェールズ公エドワード（後のエドワード8世）によって開館された。
行政や政府はストーモント城に位置している。1987年3月、議会議事堂の本館はA級指定建造物となった。

## 歴史

### 当初のデザイン

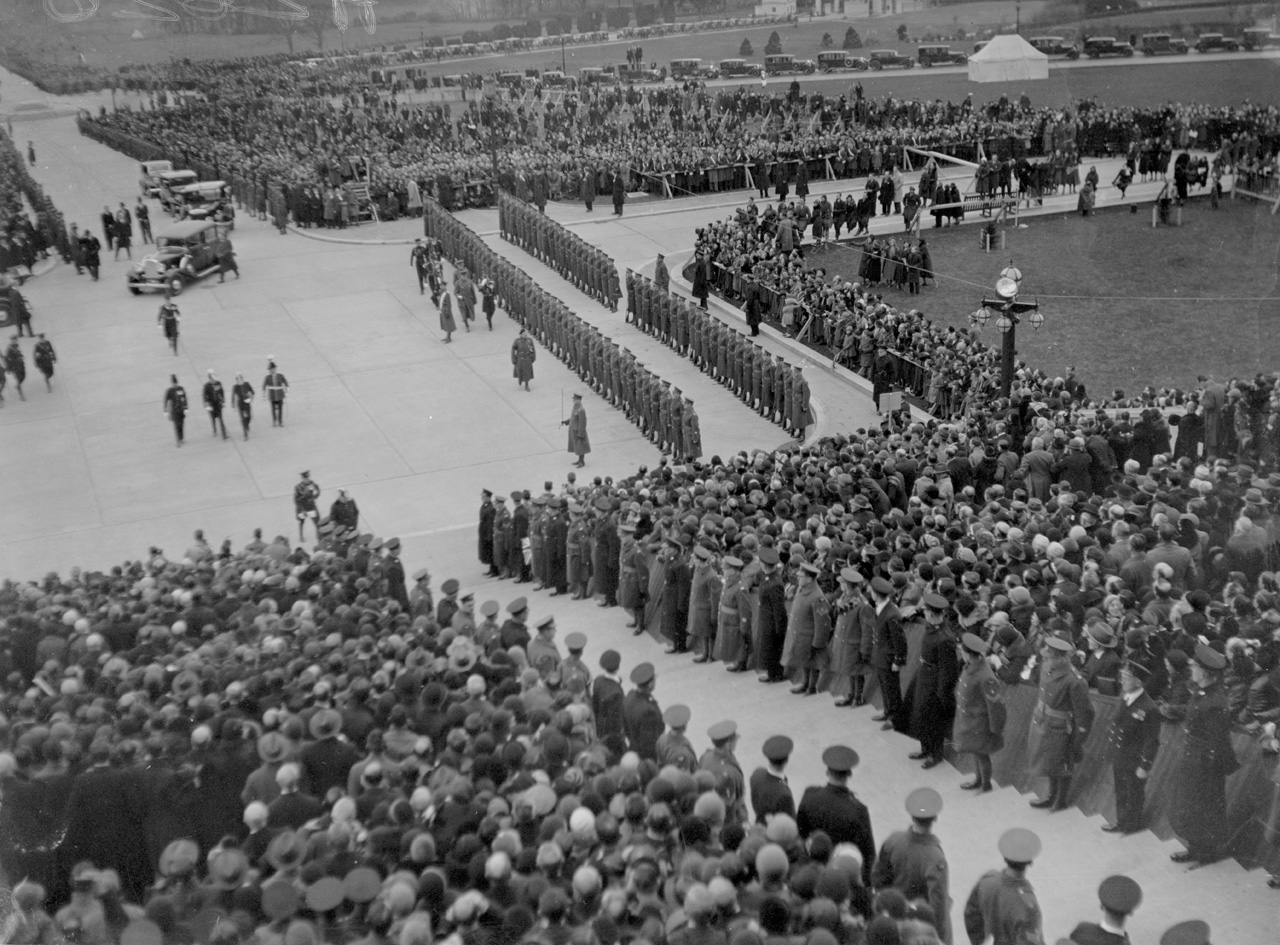
ベルファストのストーモントで行われた北アイルランド議会議事堂の開会式の光景。1932年11月16日にウェールズ公エドワードによって行われた。

北アイルランドにおける独立した議会議事堂はアイルランド統治法によるアルスター内の北アイルランド自治領創設を機に必要とされるようになった。北アイルランド議会議事堂の新規創設を待つ間、北アイルランド新議会は2つの場所で開かれた。1つはベルファストシティホールであり、1921年6月22日、イギリス国王ジョージ5世により最初の議会開会式が行われた場所である。もう1つはその付近のアイルランド長老派教会が所有するアセンブリーズカレッジである。
1922年、リヴァプールのサー・アーノルド・ソーンリーによるデザインが選出され、東ベルファストにある選ばれた土地で準備工事が始まった。これらの設計は立法、行政、司法からなる政府の3つ全ての部門を備えた、2つの付随する建物付きの大きなドーム型の建造物を目的としており、そのため今日も使用されている正式名称は複数形である。
これらの設計は非常に費用がかかることがわかり、ドーム型ではない、ギリシア建築の議会議事堂を建設することが決定した。議事堂の礎石は1928年5月19日に据えられた。議会議事堂はステュアートアンドパートナーズによって建設され、1932年11月16日にウェールズ公エドワード（後のエドワード8世）によって開館された。

### 完成した建物

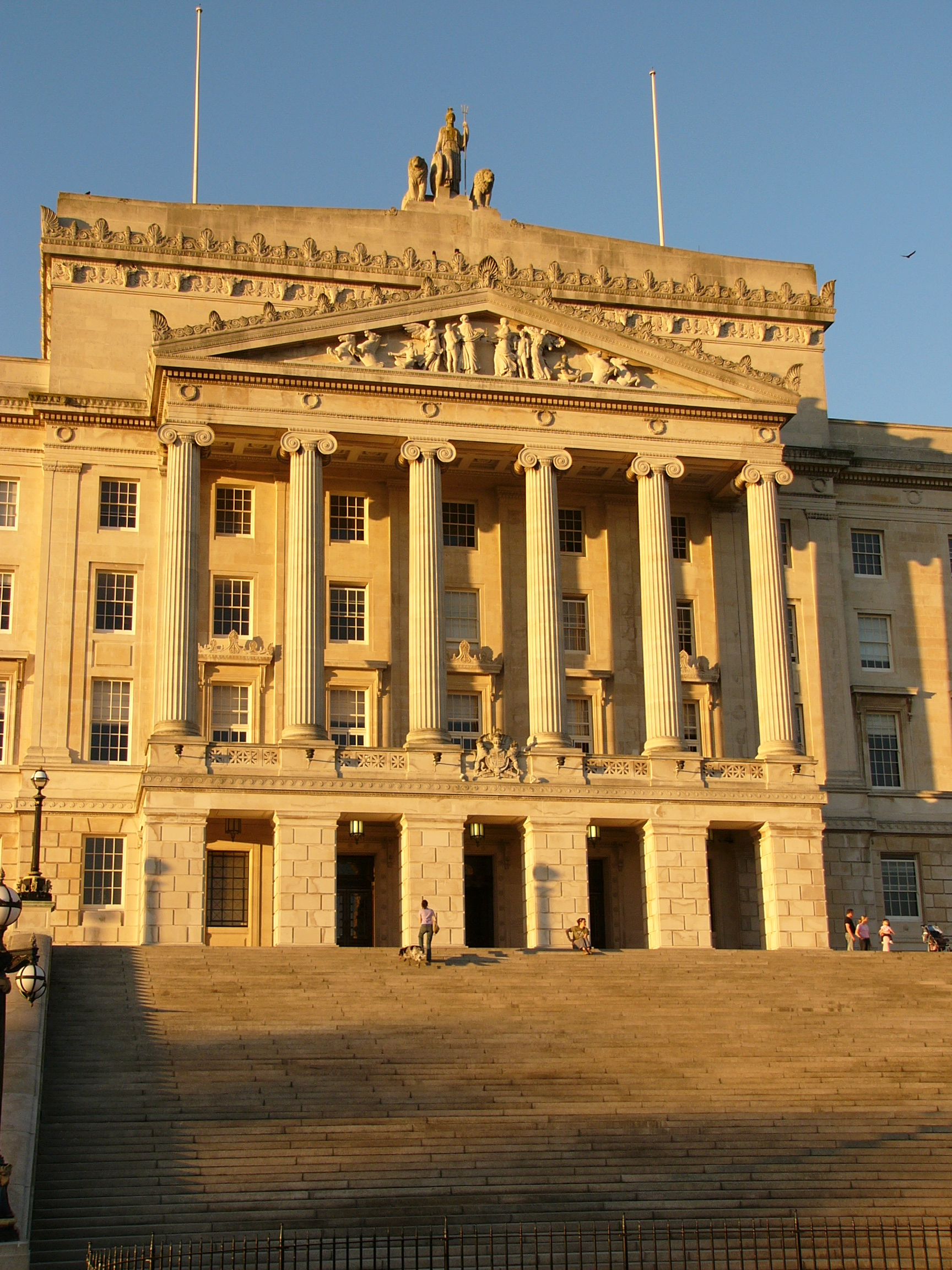
階段が議会議事堂へと続いている。

「官僚庁舎」を建設する計画が棚上げされて以降、政府本部は実質的に、立派な城郭風の議事堂でストーモント・エステートの敷地内にあり、「官僚庁舎」建築のために元来は取り壊すことになっていたストーモント城に置かれていた。ストーモント城は北アイルランドの首相官邸としての役割を果たし、北アイルランド内閣の会合場所でもあった。もう一つの邸宅であるストーモント・ハウスは北アイルランド庶民院議長の官邸という役割を果たしていた。デザインの縮小により、高等法院は最終的にベルファストの町の中心地に位置する新設の王立裁判所の内部に置かれることとなった。

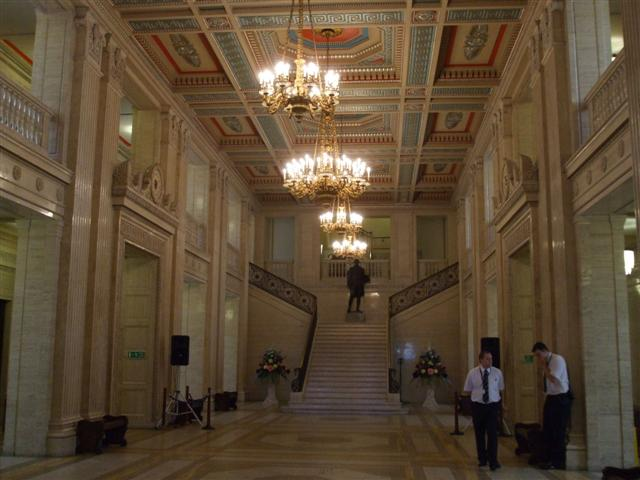
グレートホール。当初はセントラルホールと呼ばれていた。初代クレイガヴォン子爵ジェイムズ・クレイグの像がインペリアルステアケースの踊り場に立っている。

完成した議会議事堂には2つの独立した本会議場が設けられた。庶民院の本会議場は青い議席の置かれた長方形の部屋であり（ウェストミンスターにあるような緑のベンチは不適切と考えられていた）、上院の本会議場は赤い議席の置かれた庶民院よりも小さい長方形の部屋である。当初はセントラルホールと呼ばれていたが、現在はグレートホールとして知られるメインホール内には大きな金メッキのシャンデリアが吊り下げられていた。シャンデリアはイギリス国王ジョージ5世からの贈答品であり、当初はウィンザー城に吊り下げられていた。シャンデリアはそれより以前にウィンザー城にてドイツ皇帝ヴィルヘルム2世から贈答品として贈られたものであった。第一次世界大戦中、その皇帝のシャンデリアはウィンザー城から収納庫に移動し保管されていた。しかしながら、そのシャンデリアが再度ウィンザー城に吊り下げられることはなかった。

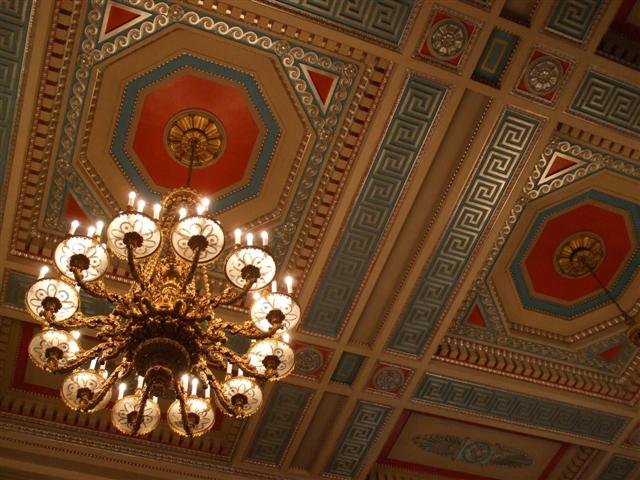
壮大なシャンデリアがグレートホールの精巧な作りの天井に吊り下げられている。

オランダ政府から北アイルランド政府への贈答品である絵「ウィリアム王のアイルランド入国」は庶民院が開かれた年に院内に飾られた。しかしながら、その絵画にローマ教皇が描かれているのではないかという懸念があったため、その絵画は取り外された。ローマ教皇は過去にウィリアム王の計画を祝福していたのである。
議事堂内で会合する議員らが変わっても、議事堂自体は何年もの間ほとんど変化することはなかった。第二次世界大戦中、議事堂をカモフラージュするため、議事堂に使用されているポートランド石に歴青と牛糞で作られた、洗い流すことが可能と想定されていた「塗料」を塗っていた。しかしながら、戦後、その塗料を洗い流すことは非常に困難だと判明した。その上、その塗料はポートランド石に損傷を与えていた。その「塗料」を剥がすのに7年を要し、そしてその外観は元の白さを取り戻すことは決してなかった。ほとんどの塗料の痕跡は正面からは取り除かれているが（近づくと見える損傷は与えられたままだが）、中庭や議事堂の人目につかないような部分に残っている塗料もある。

### 彫像
議事堂やその周辺のさらなる変化の一つとして、1932年、（議事堂へつながる道の途中で）人目を引くポーズをとっているエドワード・カーソンの彫像が建てられている。また、この彫像は当人が死亡する以前に建てられた稀な例の一つである。そしてもう一つの変化として、初代クレイガヴォン子爵ジェイムズ・クレイグの彫像がグレートホール内のインペリアルステアケースの半ばまで上った所に建てられている。初代クレイガヴォン子爵ジェイムズ・クレイグとその妻クレイガヴォン子爵夫人セシルはストーモント・エステートの庭園内に埋葬されている。

### 建具
議事堂内の至る所に、ロバート・アダムスの「クラウンビクター」と「セプタービクター」と呼ばれるフロアヒンジがドアの制御のため使用されている。

### 議事堂の用途
議会議事堂は1972年の閉会まで北アイルランド議会が使用していた。上院の会議所は第二次世界大戦中、イギリス空軍（R.A.F.）の作戦指令室として使用されていた。1974年には、議事堂はサニングデール協定が合意に達したことで生まれた行政府によって短期間使用されていた。1973年から1998年の間は、北アイルランド公務員サービス（N.I.C.S.）の本部としての役割を果たしていた。1982年から1986年の間は、北アイルランドへの権限移譲を推し進める北アイルランド議会の中枢を担っていた。

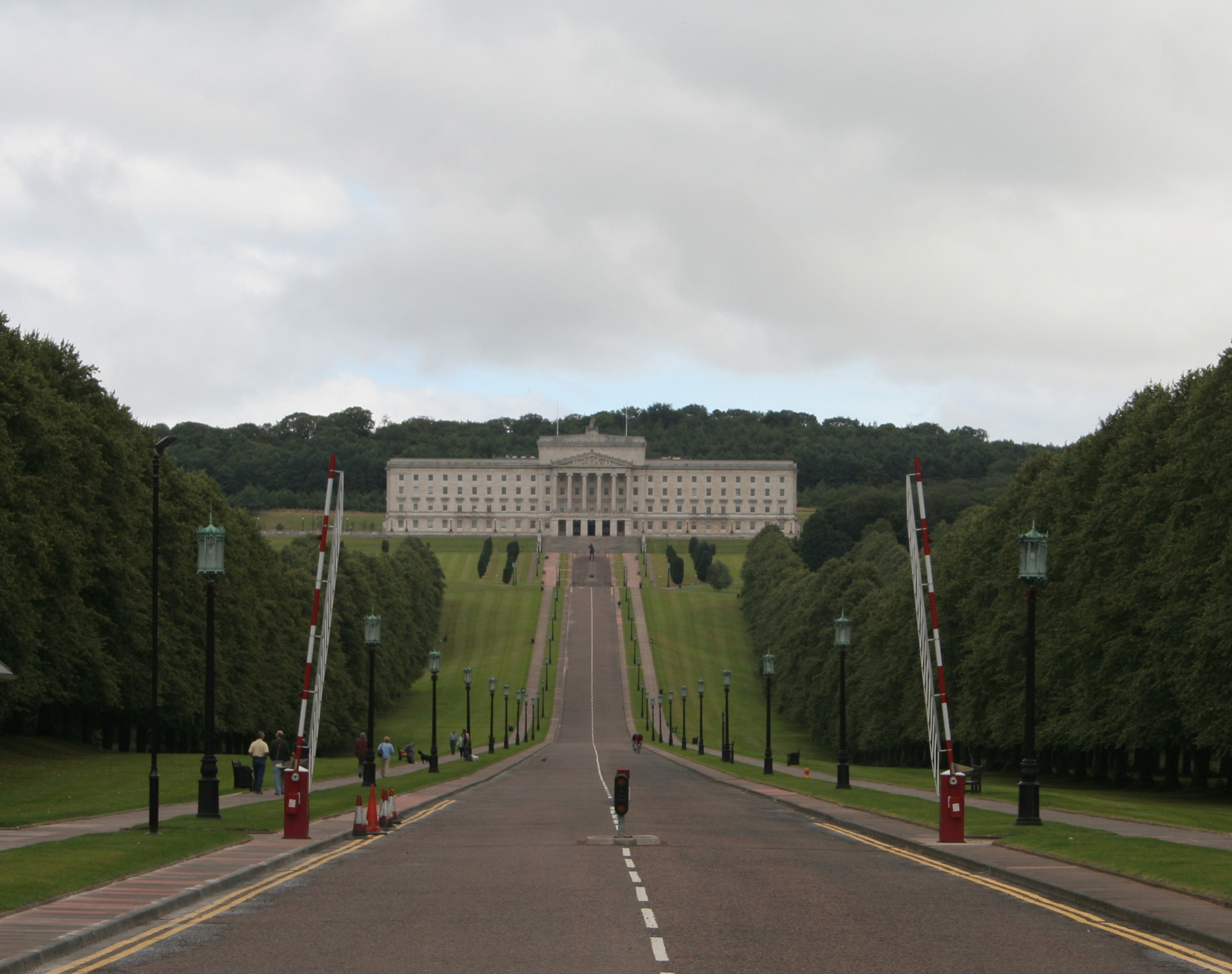
プリンス・オブ・ウェールズ通りが議会議事堂へ通じている。 20組の街灯柱もA級指定建築物リストの一部を形成する。

1990年代、シン・フェイン党は北アイルランドの新しい議会議事堂建設を提案した。それは、ストーモントに位置する議事堂は論争の的となりすぎており、かつユニオニスト的な統治と過度な結びつきを持っていたために、ユニオニストとナショナリストの間で権力を分担する議会にとって利用し難いものであったためである。しかしながら、誰もその要求を支持せず、北アイルランドの永久的な本部としてストーモントに新しい北アイルランド議会と北アイルランド政府を設置した。
2005年12月3日、グレートホールは前北アイルランド代表でありマンチェスター・ユナイテッド所属であったサッカー選手のジョージ・ベストの葬儀に使用された。その議会議事堂が葬儀場として選ばれたのは、葬儀への参加を切望する大量の一般人を収容するのにベルファスト内で唯一、適した土地であったからである。約2万5千人が弔意を示すべく、議事堂につながる道に並んだ。
2012年9月29日、その土地はアルスター盟約への署名を記念するオレンジ結社のパレードに使用された。ベルファストの街路でのパレードの後、6万人がこの場所に押し寄せた。

### セキュリティー違反
2006年11月24日、マイケル・ストーン（ロイヤリスト民兵組織のメンバー）は模造拳銃とナイフを持ってストーモントに侵入し、さらに議会議事堂自体に落書きをしたため逮捕された。最初のニュース報道ではこの人物が「不審な装置」を所持している疑いがあることが指摘された。後に、6から8つのパイプ爆弾がイギリス陸軍によって信管を取り除かれ処理された。

## 議場

### 庶民院本会議場

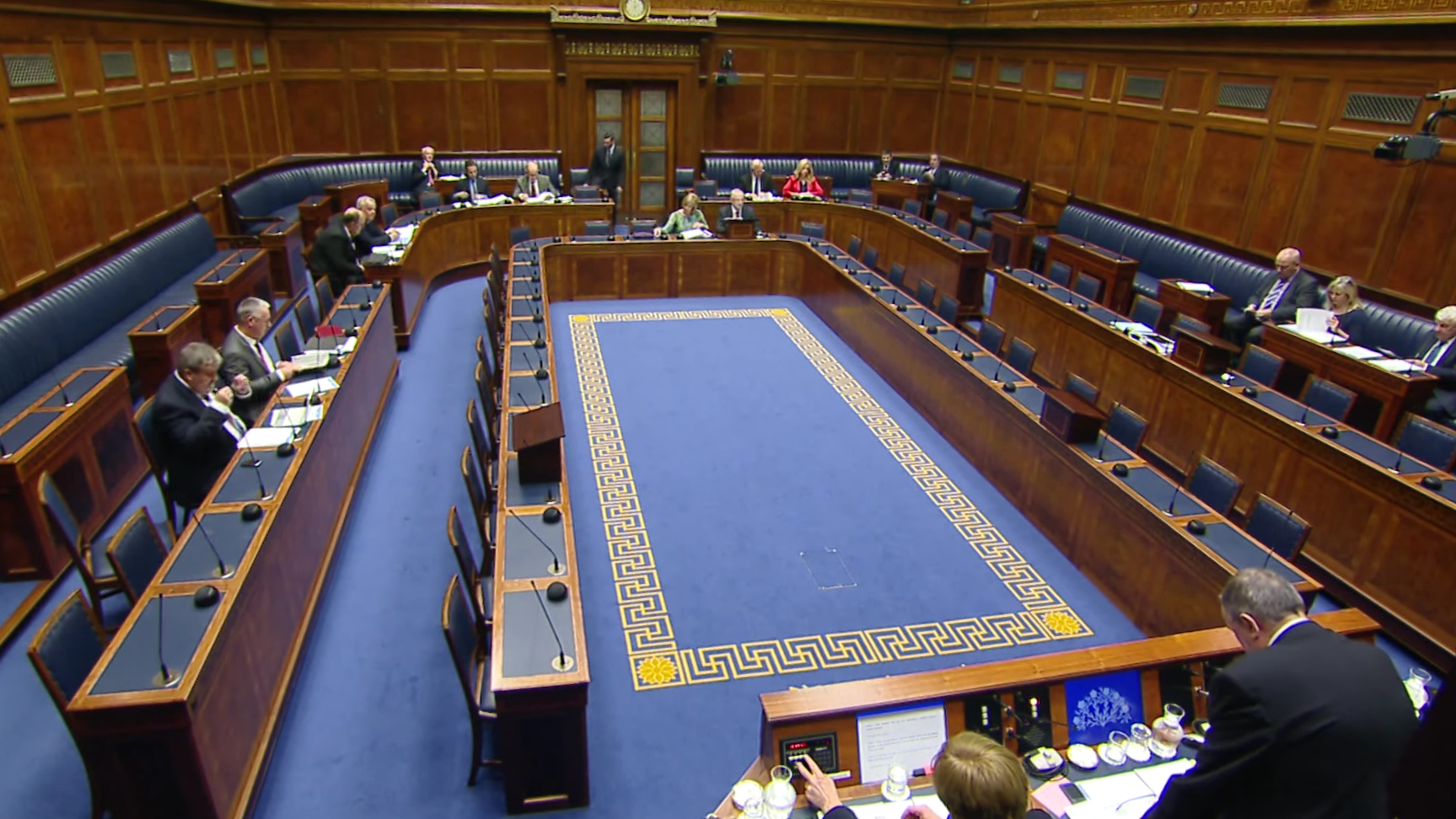
庶民院本会議場

庶民院本会議場は1995年1月2日の火事で全体が破壊されたが、これは議長席の下の電気配線の異常によるものであった。放火を疑う者もいたが、英国政府はドイルのレポートと北アイルランド犯罪科学研究所による調査結果を引いて、火事が意図的に起こされたというのは「ありそうもない」と述べた。座席配置は馬蹄形である。

### 上院
古い庶民院本会議場にかわる形で作られた新しい庶民院本会議場とは異なり、上院の議場は2つの並行して作られた赤いレザーの議席で対立党派同士が向かい合う並びを採用しており、最初にデザインされたままの形で残っている。アイルランドのダマスク織の布が壁にかかっている。大きな油絵を壁に並べるという計画は挫折した。議場は1972年に北アイルランド政府が停止して以来、本会議議場として使用されていなかった。上院議場はその後、委員会室として使用されている。
建物が1932年に開館して以来、議場はほぼ変わっていない。テレビカメラとマイクの設置という変更があった他、絵画が2枚加えられた。無題の絵が1枚あり、1921年の北アイルランド議会開会が描かれている。この絵と向かい合う形で反対側の壁に、1998年の北アイルランド議会選挙後に初めて開催された議会選出議員の集団肖像画である"The House Shall Divide"がかかっている。
1932年以降に議場に付け加えられたさらなる変更としては、上院議場記者席の手すりの大理石に刻まれた銘文がある。「この銘文は第二次世界大戦中に英国空軍司令室としてこの議場が使用されたことについて、英国政府に対する感謝を記録するものである」ということが書かれている。

## ギャラリー

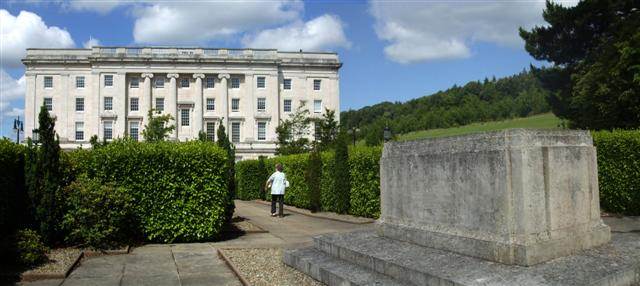
クレイガヴォン子爵の墓。後ろに議会の建物の東端がうつっている。
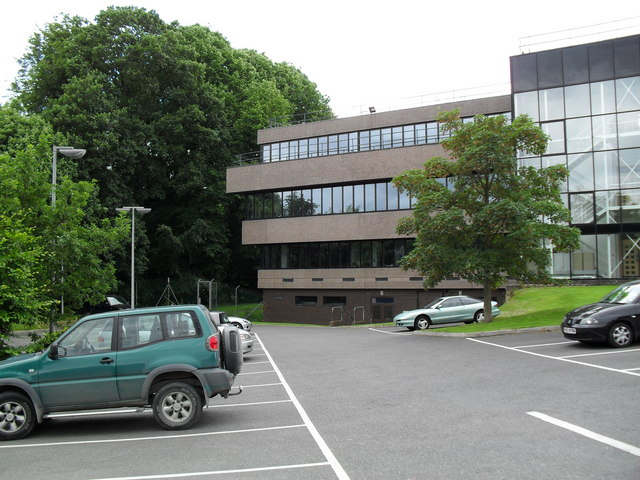
キャッスル・ビルディングズ
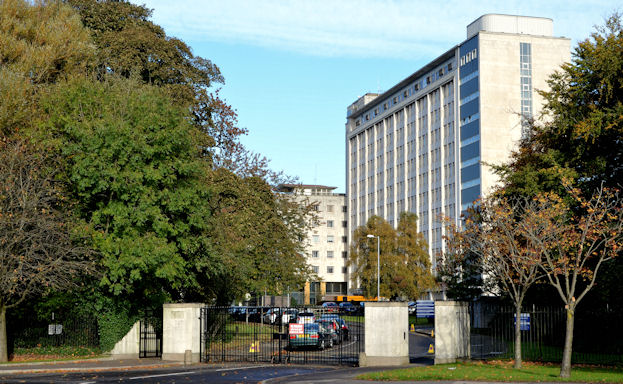
ダンドナルド・ハウス
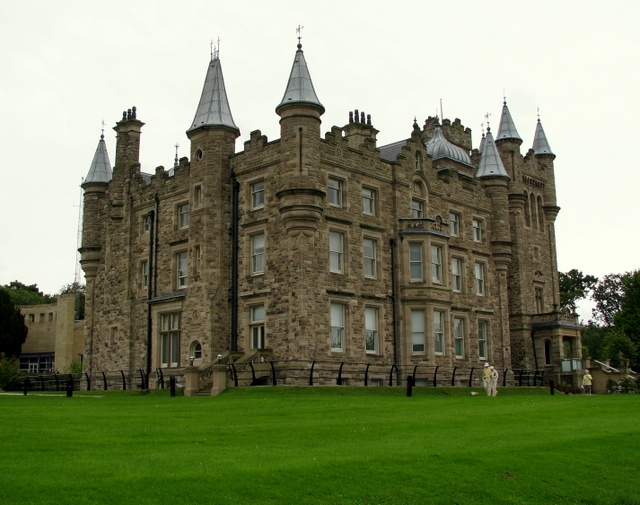
ストーモント城
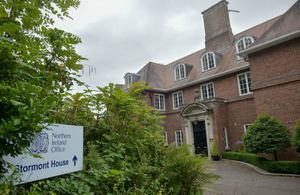
ストーモント・ハウス